# Schmeisig (Odenthal)
Schmeisig ist ein Ortsteil in Oberodenthal in der Gemeinde Odenthal im Rheinisch-Bergischen Kreis. Es liegt auf der Höhe der Neschener Straße zwischen Altenberg und Neschen.

## Geschichte
Schmeisig ist eine ehemalige der Dungablagerung dienende Stelle. Dementsprechend tauchten hier Schmeißfliegen auf, die eine Vorliebe für geruchsintensive organische Stoffe haben. Im Althochdeutschen bedeutet schmeißen beschmieren, bestreichen, besudeln.
Laut einer Übersicht von 1539 gehörte Schmeisig zum Hofgericht Selbach im Amt Steinbach. In der Landesbeschreibung von 1791 wird das erneut bestätigt.
Die Topographia Ducatus Montani des Erich Philipp Ploennies, Blatt Amt Miselohe, belegt, dass der Wohnplatz 1715 als Dorf ohne Kirche kategorisiert wurde und mit Schmeisig bezeichnet wurde.
Carl Friedrich von Wiebeking benennt die Hofschaft auf seiner Charte des Herzogthums Berg 1789 als Schmeisig. Aus ihr geht hervor, dass Schmeisig zu dieser Zeit Teil von Oberodenthal in der Herrschaft Odenthal war.
Unter der französischen Verwaltung zwischen 1806 und 1813 wurde die Herrschaft aufgelöst. Schmeisig wurde politisch der Mairie Odenthal im Kanton Bensberg zugeordnet. 1816 wandelten die Preußen die Mairie zur Bürgermeisterei Odenthal im Kreis Mülheim am Rhein. 
Der Ort ist auf der Topographischen Aufnahme der Rheinlande von 1824 und auf der Preußischen Uraufnahme von 1840 als Schmeißig verzeichnet. Ab der Preußischen Neuaufnahme von 1892 ist er auf Messtischblättern regelmäßig als Schmeisig verzeichnet. 
| Jahr | Einwohner | Wohn- gebäude | Kategorie  |
| ---- | --------- | ------------- | ---------- |
| 1822 | 61        |               | Ackergüter |
| 1830 | 78        |               | Ackergut   |
| 1845 | 98        | 13            | Ackergüter |
| 1871 | 112       | 17            | Weiler     |
| 1885 | 69        | 20            | Ortschaft  |
| 1895 | 64        | 14            | Ortschaft  |
| 1905 | 38        | 11            | Ortschaft  |